# Olika, Koper
Olika este o localitate din comuna Koper, Slovenia, cu o populație de 5 locuitori.